# Virus Nipah

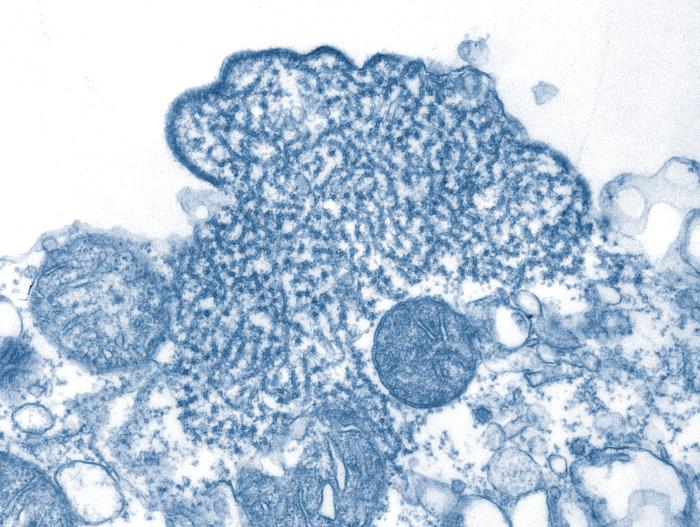
Imagen de microscopio electrónico (MET) que muestra viriones de Nipah aislados del fluido espinal de un paciente.

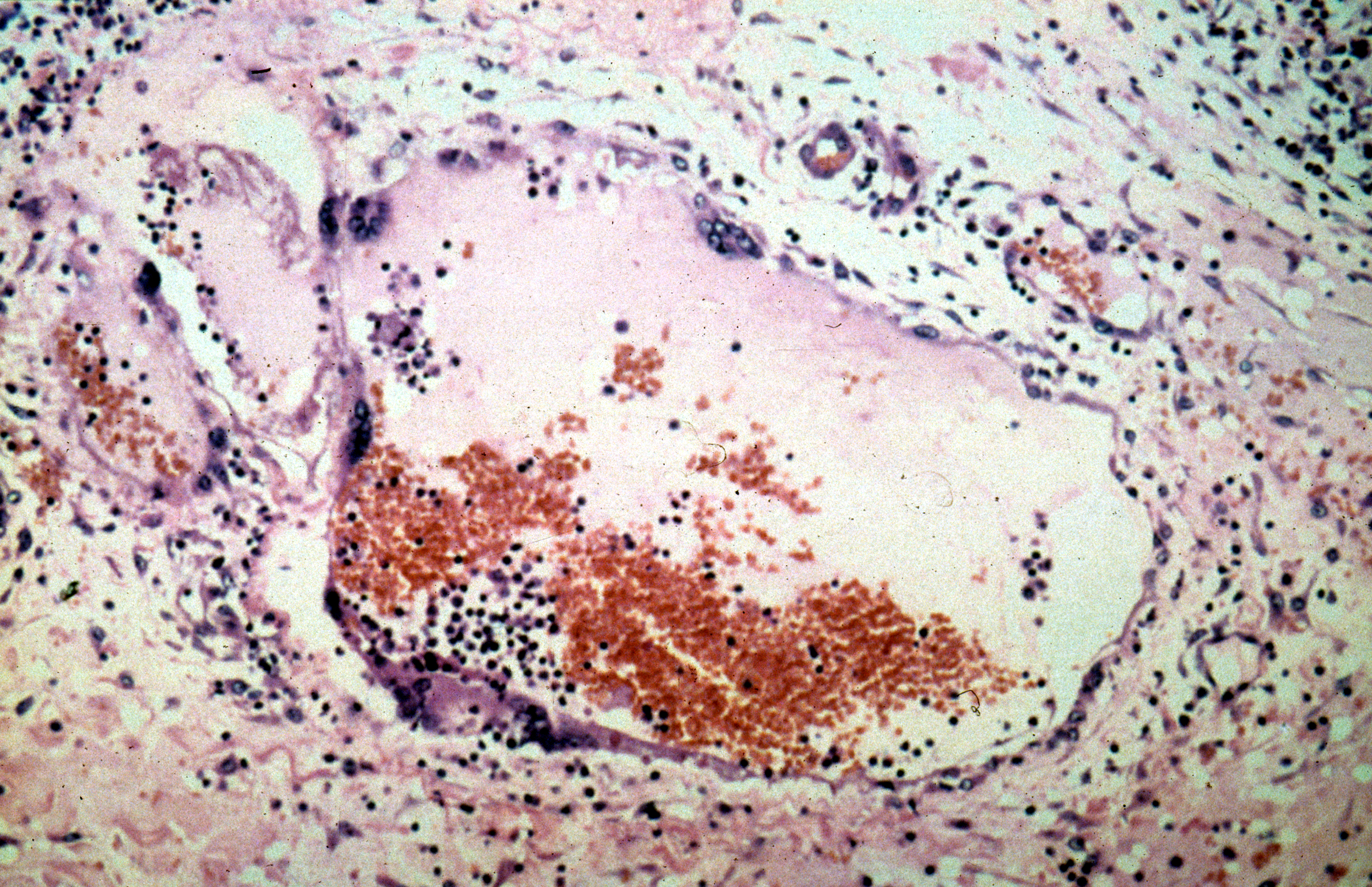
Virus Nipah en las venas de los pulmones de un cerdo.

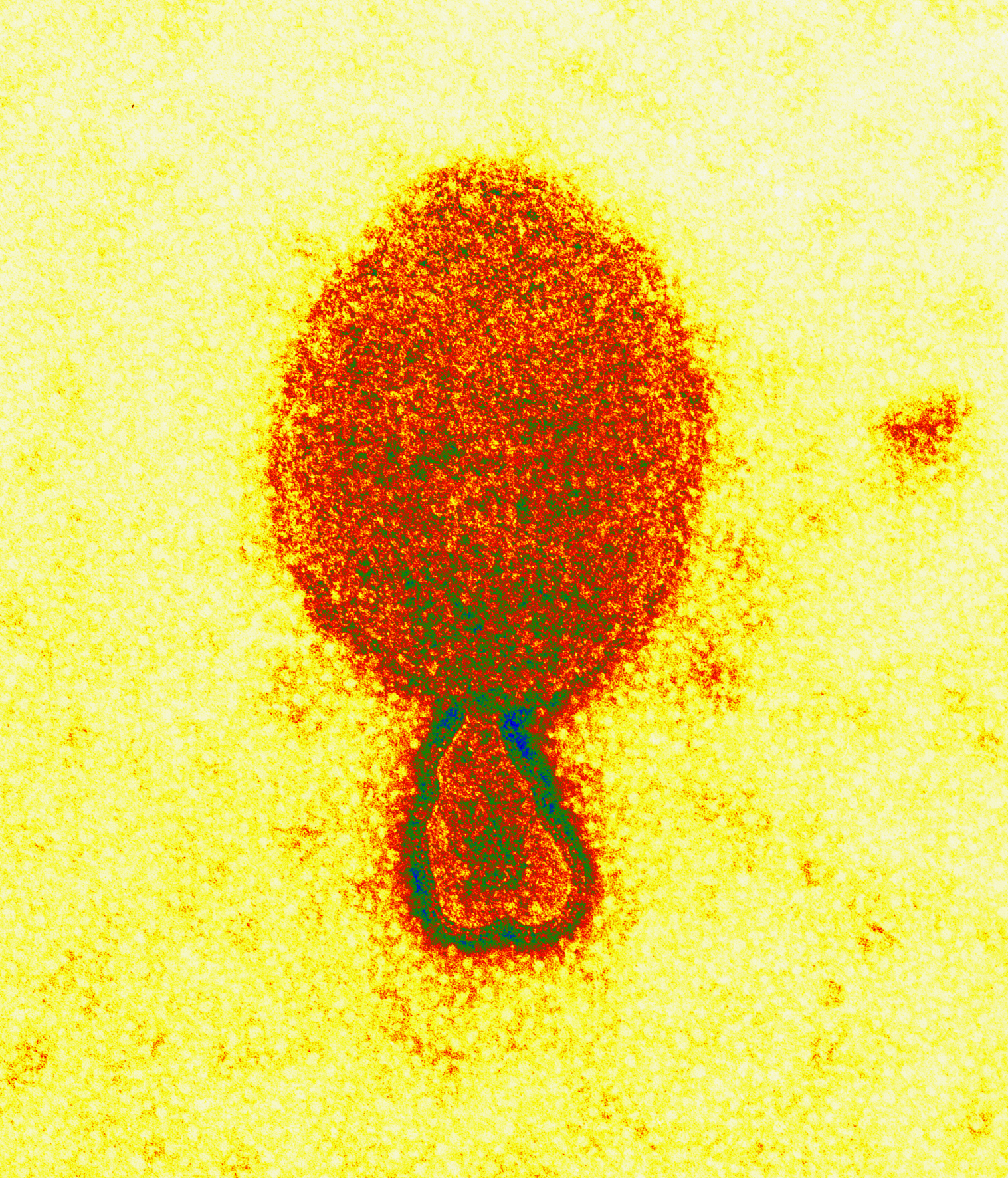
El Virus Hendra, pariente del Virus Nipah.

El virus Nipah pertenece al género Henipavirus, familia Paramyxoviridae y está emparentado con el virus Hendra. Puede provocar enfermedad en humanos y otros animales como el cerdo, por lo que se considera una zoonosis. El reservorio natural de la infección son los murciélagos frugívoros del género Pteropus, comúnmente conocidos como zorros voladores.
La enfermedad que provoca se conoce como infección por el virus Nipah.

## Historia
El nombre del virus se debe al lugar donde por primera vez se aisló, en Kampung Sungai Nipah, Malasia en 1998.

## Transmisión
La transmisión del virus Nipah a humanos ocurre después del contacto directo con murciélagos, cerdos o personas infectadas.

## Sintomatología
El período de incubación es de 5 a 14 días, los síntomas duran de 3 a 14 días. La infección cursa con fiebre, dolor de cabeza, mareo, desorientación y confusión mental.
Algunas personas pueden tener síntomas respiratorios en las etapas iniciales de la infección. Fácilmente, las personas que padecen la enfermedad pueden progresar a un estado de coma en menos de 12 a 48 horas.
La complicación más importante de la infección por este virus es la encefalitis. Las secuelas a largo plazo pueden incluir convulsiones y cambios en la personalidad.

## Diagnóstico
El diagnóstico por laboratorio de esta enfermedad puede realizarse de forma precoz con la técnica PCR, al aislar el virus de muestras tomadas de la garganta, hisopado nasal, líquido cefalorraquídeo, orina y sangre. Los anticuerpos IgG e IgM pueden detectarse de forma más tardía que el material genético viral, la detección de estos anticuerpos suele realizarse con la técnica ELISA. El virus también puede ser aislado con inmunohistoquímica en análisis de autopsia.

## Tratamiento
El tratamiento está enfocado en el manejo de los síntomas. La ribavirina ha mostrado actividad contra este virus in vitro; pero en humanos no se ha concluido que dicho medicamento sea de utilidad.

## Prevención
La prevención de la infección se realiza evitando la exposición a cerdos enfermos, a murciélagos de zonas endémicas y a personas infectadas. 

## Brotes
La encefalitis por virus Nipah se considera una infección emergente, de importancia en salud pública en la región del sureste asiático. Bangladés e India son los países que han reportado más casos de la infección por este virus. El primer brote de encefalitis asociado a virus Nipah fue reportado en el año 2001 en Meherpur, Bangladés. Desde entonces, casi cada año se han producido brotes de encefalitis en este país:
- Naogoan (2003),
- Rajbari y Faridpur (2004),
- Tangail (2005),
- Thakurgaon, Kushtia y Naogaon (2007),
- Manikgonj y Rajbari (2008),
- Rangpur y Rajbari (2009),
- Faridpur, Rajbari, Madaripur y Lalmohirhat, (2010)
- Dinajpur, Rangpur y Comilla (2011),
- Joypurhat, Rajshahi, Rajbari y Natore (2012).

En marzo de 2012, se habían reportado 209 casos, de los cuales 161 personas murieron, es decir, el 77%. 
En Bengal, India, se reportaron dos brotes de encefalitis en 2001 y 2007; ocasionando 71 casos y 50 muertes (70% de los casos).
Entre enero y febrero de 2001, en Siliguri, se presentó un brote con 66 casos y 45 muertes.
En 2007, en Nadia se presentaron 30 casos de fiebre con síntomas respiratorios agudos o síntomas neurológicos, de los cuales 5 casos resultaron fatales y en estos se confirmó la presencia del virus.
En mayo de 2018 se informó de un brote en el estado de Kerala en India, que ha ocasionado 10 muertes, en 9 de estos 10 casos la presencia del virus fue confirmada; dentro de las personas muertas se encuentra una enfermera que formaba parte del equipo de profesionales que estaba tratando a las personas afectadas por el virus.
En septiembre de 2021 ocurrió un nuevo brote en India, tras la infección de un niño de 12 años en Kerala, infectando 20 de las cuales 18 fallecieron. [cita requerida]